# Henan
Henan, tidigare skrivet Honan, är en provins i centrala Kina. Den gränsar till provinserna Shanxi och Hebei i norr, till Shandong i nordost, till Anhui i öster,  till Hubei i söder samt till Shaanxi i väster. Provisnamnet Henan betyder "söder om floden", vilket syftar på Gula floden, som rinner igenom provinsens nordligaste del. Den har en yta på 167 000 km² och totalt 94 023 567 invånare (2010), vilket gör den till Kinas tredje folkrikaste provins. Till ytan motsvaras Henan-provinsen i Sverige av  Götaland  och Svealand sammantagna men har en 10 gånger så stor befolkning. Provinshuvudstad är Zhengzhou vid Gula floden.

## Geografi
Provinsen bevattnas i sydväst av Han Shuis tillflöden, i öster av Huaifloden och dess bifloder, i norr av
Gula floden, och genom landet från väster till öser stryker Funiushans parallella bergskedjor, som når ända till 2 400 m., och än högre (2 440 m.) är Songshan. I norra Henan mellan Funiu och Gula floden ligger ett av lössjord täckt bergland. Klimatet är milt och landet mycket fruktbart, i synnerhet slätten kring Huaifloden, vilken gäller för en av Kinas trädgårdar. Östra delen lider av Gula flodens översvämningar, och efter översvämningen 1887 reducerades befolkningen med flera miljoner. 
Den östra delen av provinsen tillhör kinesiska lågslätten, medan den västra delen är övervägande bergig. I provinsen odlas vete, korn, kaoliang, hirs, majs, sojabönor och bomull, samt frukter, bland annat de flesta europeiska, kakifikon (Diospyros kaki) och andra. I södra delen finns både järn och stenkol. Det utvinns även koppar,
cinnober, talk och salt.

## Historia
Henan har på grund av sitt läge vid Gula floden en viktig ekonomisk betydelse i Kina och kallas ibland för "den kinesiska civilisationens vagga". Här ligger de bådare tidiga huvudstäderna Luoyang och Kaifeng, och provinsen omfattar ungefär samma områdesom Yuzhouprovinsen under Handynastin. Henan förlorade sin centrala roll i Kina i samband med de stora folkvandringarna söderut under Jindynastin och De sydliga och nordliga dynastierna.
I nyare rid har provinsen varit utsatt för naturkatastrofer som den Nordkinesiska hungersnöden 1876-1879, Gula flodens översvämning 1938 och svältkatastrofen i Henan 1944. Henan var också bland de provinser, som hårdast drabbades av hungersnöd under Stora språnget 1958–1962.

## Sevärdheter
Provinsens rika historia har efterlämnat ett rikt arv av sevärdheter, bland annat:
- Longmengrottorna, en grottkomplex med buddha-statyer utanför Luoyang;
- Pagodaskogen vid Shaolin;
- Shaolintemplet
- Songshan, ett av Kinas heliga berg med starka kopplingar till chanbuddhismen;
- Songyuepagoden, en intakt pagod från 500-talet;
- Yin Xu, ruinerna efter Shangdynastins sista huvudstad.

## Politik
Den politiska makten i Henan utövas officiellt av provinsen Henans folkregering, som leds av den regionala folkkongressen och guvernören i provinsen. Dessutom finns det en regional politiskt rådgivande konferens, som motsvarar Kinesiska folkets politiskt rådgivande konferens och främst har ceremoniella funktioner. Provinsens guvernör sedan 2021 är Wang Kai.
I praktiken utövar dock den regionala avdelningen av Kinas kommunistiska parti den avgörande makten i Henan och partisekreteraren i regionen har högre rang i partihierarkin än guvernören. Sedan 2021 heter partisekreteraren Lou Yangsheng.

## Administrativ indelning
Henan är indelat i sjutton städer på prefekturnivå och en stad på subprefekturnivå.
| Karta                        | Nr           | Namn                 | Huvudort                  | Kinesiska Pinyin | Befolkning (2010) |
| ---------------------------- | ------------ | -------------------- | ------------------------- | ---------------- | ----------------- |
|                              |              |                      |                           |                  |                   |
| — Städer på prefekturnivå —  |              |                      |                           |                  |                   |
| 1                            | Zhengzhou    | Zhongyuan-distriktet | 郑州市 Zhèngzhōu shì      | 8 626 505        |                   |
| 2                            | Anyang       | Beiguan-distriktet   | 安阳市 Ānyáng shì         | 5 172 834        |                   |
| 3                            | Hebi         | Qibin-distriktet     | 鹤壁市 Hèbì shì           | 1 569 100        |                   |
| 4                            | Jiaozuo      | Jiefang-distriktet   | 焦作市 Jiāozuò shì        | 3 539 860        |                   |
| 5                            | Kaifeng      | Gulou-distriktet     | 开封市 Kāifēng shì        | 4 676 159        |                   |
| 6                            | Luohe        | Yancheng-distriktet  | 漯河市 Luòhé shì          | 2 544 103        |                   |
| 7                            | Luoyang      | Xigong-distriktet    | 洛阳市 Luòyáng shì        | 6 549 486        |                   |
| 8                            | Nanyang      | Wolong-distriktet    | 南阳市 Nányáng shì        | 10 263 006       |                   |
| 9                            | Pingdingshan | Xinhua-distriktet    | 平顶山市 Píngdǐngshān shì | 4 904 367        |                   |
| 10                           | Puyang       | Hualong-distriktet   | 濮阳市 Púyáng shì         | 3 598 494        |                   |
| 11                           | Sanmenxia    | Hubin-distriktet     | 三门峡市 Sānménxiá shì    | 2 233 872        |                   |
| 12                           | Shangqiu     | Liangyuan-distriktet | 商丘市 Shāngqiū shì       | 7 362 472        |                   |
| 13                           | Xinxiang     | Weibin-distriktet    | 新乡市 Xīnxiāng shì       | 5 707 801        |                   |
| 14                           | Xinyang      | Shihe-distriktet     | 信阳市 Xìnyáng shì        | 6 108 683        |                   |
| 15                           | Xuchang      | Weidu-distriktet     | 许昌市 Xǔchāng shì        | 4 307 199        |                   |
| 16                           | Zhoukou      | Chuanhui-distriktet  | 周口市 Zhōukǒu shì        | 8 953 172        |                   |
| 17                           | Zhumadian    | Yicheng-distriktet   | 驻马店市 Zhùmǎdiàn shì    | 7 230 744        |                   |
| — Stad på subprefekturnivå — |              |                      |                           |                  |                   |
| 18                           | Jiyuan       | Jiyuan               | 济源市 Jǐyuán shì         | 675 710          |                   |